# Bánh ướt thịt nướng
Bánh ướt thịt nướng là một món ăn phổ biến và được nhiều người biết đến của Huế, món ăn này có nguồn gốc từ vùng đất Kim Long - Huế - nơi nổi tiếng có rất nhiều nhà vườn. Món ăn này có thể dùng làm điểm tâm, bữa chính hay ăn chơi với bạn bè đều rất phù hợp. Điều đặc biệt là nước chấm của món này không phải là nước mắm chua cay như món bún thịt nướng mà là tương ớt mè đậu nấu ngọt chua cay rất đặc trưng.

## Nguyên liệu và chế biến
Nguyên liệu cần có của một món bánh ướt thịt nướng là:
- Bánh ướt là loại bánh tráng được làm bằng bột gạo có pha bột lọc, tráng mỏng hơn và dùng liền (nên gọi là bánh ướt chứ không phơi khô như bánh tráng). Bánh ướt có thể tự làm hoặc mua ngoài chợ.
- Thịt nướng thường là thịt heo ba chỉ thái mỏng, ướp tiêu, hành, nước mắm, ngũ vị hương, mè (vừng). Thịt ướp sau vài giờ thì đem kẹp, nướng trên bếp than đỏ hồng cho đến khi đủ độ chín, dậy mùi thơm.
- Nước chấm: Phi dầu với tỏi thơm rồi xào sơ thịt, cho ít ớt bột để có màu đẹp. Xay thịt cùng với tương hột, bơ, đậu phộng cho nhỏ vừa ăn, rồi nấu hỗn hợp cùng với tương bần, sôi vớt bọt, nêm đường, nước cốt me cho vị chua ngọt vừa ăn, nếu tương không có độ sánh thì có thể dùng một ít bột mì để tạo độ sánh.
- Rau: Xà lách, rau thơm, dưa leo, giá rửa sạch để ráo nước.

## Trình bày
- Cuốn bánh:

Trải bánh ướt lên một chiếc đĩa nhỏ,để ít rau đủ thứ, để thịt nướng lên rau và cuốn lại. Bẻ 2 đầu bánh cho gọn và đẹp.
Xếp bánh đã cuốn ra đĩa, dùng kèm với nước chấm.